# Operator Gazociągów Przesyłowych Gaz-System
Operator Gazociągów Przesyłowych GAZ-SYSTEM S.A. – strategiczna spółka polskiej gospodarki, będąca operatorem systemu przesyłowego paliw gazowych na terenie Polski. Spółka zarządza majątkiem o wartości ponad 8 miliardów złotych, na który składają się głównie elementy systemu przesyłowego, w tym wg stanu na dzień 31 grudnia 2024 m.in. ponad 12 tys. km gazociągów wysokiego ciśnienia, 14 tłoczni, 36 węzłów oraz 840 stacji gazowych.
GAZ-SYSTEM jest operatorem wybudowanego przez siebie (w ramach wspólnego projektu z duńskim operatorem Energinet) bałtyckiego odcinka pierwszego polskiego podmorskiego gazociągu przesyłowego Baltic Pipe o przepustowości 10 mld m³ rocznie. GAZ-SYSTEM został też wyznaczony przez Prezesa Urzędu Regulacji Energetyki na niezależnego operatora polskiego odcinka Gazociągu Jamalskiego, dzięki czemu możliwe jest sprowadzanie do Polski poprzez punkty we Włocławku i Lwówku na Gazociągu Jamalskim dodatkowych ilości gazu do około 3 mld m³ gazu rocznie.
GAZ-SYSTEM jest właścicielem terminalu skroplonego gazu ziemnego (LNG) w Świnoujściu, do 31 marca 2021 poprzez spółkę zależną Polskie LNG S.A.
Od czerwca 2024 GAZ-SYSTEM jest również właścicielem spółki Gas Storage Poland sp. z o.o., operatora systemu podziemnych magazynów gazu ziemnego w Polsce.

## Historia
Operator Gazociągów Przesyłowych GAZ-SYSTEM S.A. istnieje od 16 kwietnia 2004. Z chwilą powstania spółka przejęła odpowiedzialność za przesył gazu ziemnego oraz zarządzanie siecią przesyłową w Polsce. W czerwcu 2004 Prezes Urzędu Regulacji Energetyki udzielił spółce koncesji na przesyłanie i dystrybucję gazu na lata 2004–2014, a 23 sierpnia 2010 przedłużył koncesję na przesyłanie paliw gazowych do 31 grudnia 2030. W latach 2004–2006 prezesem zarządu spółki był Andrzej Osiadacz, w latach 2006–2009 Igor Wasilewski, w latach 2009–2015 Jan Chadam, w latach 2015–2022 Tomasz Stępień, w latach 2022–2024 Marcin Chludziński, a od 12 lutego 2024 Sławomir Hinc.
W 2005 r. GAZ-SYSTEM stał się 100% spółką Skarbu Państwa. Wydzielenie operatora przesyłowego gazu ziemnego wynikało z postanowień przyjętej w 2003 przez Radę i Parlament Europejski Dyrektywy Gazowej, która zobowiązywała do rozdzielenia technicznego przesyłu gazu od obrotu gazem. Tym samym zapis ten umożliwia innym podmiotom gospodarczym korzystanie z sieci przesyłowej na równych zasadach (Third Party Access).
Na mocy Uchwały Rady Ministrów z 19 sierpnia 2008 GAZ-SYSTEM został właścicielem Polskiego LNG SA, spółki odpowiedzialnej za budowę i eksploatację terminalu skroplonego gazu ziemnego (LNG) w Świnoujściu. Spółka Polskie LNG połączyła się ze spółką-matką 31 marca 2021.
Od 2010 GAZ-SYSTEM jest operatorem gazowego systemu przesyłowego w Polsce; Prezes URE wyznaczył go operatorem systemu przesyłowego do 6 grudnia 2068.
W 2019 r. GAZ-SYSTEM został nagrodzony Tytanowym Laurem Inwestora w kategorii Projekt roku – nowa instalacja za wykonanie przewiertu HDD pod rzeką Odrą w m. Ratowice w celu instalacji rurociągu DN1000 o długości 1180 m w ramach budowy gazociągu relacji Zdzieszowice–Wrocław. Jest to rekordowa instalacja w Polsce dla gazociągu o tej średnicy.

## Władze
Władze spółki, stan na 14 lipca 2025:

Zarząd
Prezes zarządu: Sławomir Hinc
Wiceprezes zarządu: Adam Bryszewski
Wiceprezes zarządu: Elżbieta Kramek

## Strategiczne inwestycje
- Rozbudowa krajowych gazociągów przesyłowych
  - W latach 2009–2015 powstało ponad 1000 km, w latach 2016–2021 ponad 940 km, w samym tylko 2022 ponad 980 km, a w 2023 ponad 370 km nowych gazociągów do przesyłu gazu ziemnego. Ponadto w latach 2009–2015 zbudowano 41 stacji gazowych oraz 2 tłocznie. Strategiczne gazociągi powstały w północno-zachodniej i środkowej Polsce oraz na Dolnym Śląsku (gazociągi relacji:Włocławek – Gdynia, Jeleniów – Dziwiszów, Świnoujście – Szczecin, Gustorzyn – Odolanów, Rembelszczyzna – Gustorzyn, Gustorzyn – Odolanów, Szczecin – Lwówek, Szczecin – Gdańsk, Lasów – Jeleniów). Nowe zdolności importu gazu do Polski z kierunku innego niż wschodni wzrosły z 9% do 90%. W 2011 ukończona została budowa nowej tłoczni gazu ziemnego w Goleniowie, która umożliwia transport gazu z terminalu LNG oraz przesył zwiększonych ilości gazu w północno-zachodniej Polsce. W tym samym roku zmodernizowana została również tłocznia Jarosław przeznaczona do sprężania gazu przesyłanego z terytorium Ukrainy. W latach 2015–2025 spółka planuje wybudowanie kolejnych 2000 km nowych gazociągów w zachodniej, południowej i wschodniej części Polski (m.in. Czeszów – Wierzchowice).
- Korytarz Gazowy Północ – Południe
  - Korytarz Gazowy Północ – Południe o długości 862,5 km łączy Terminal LNG w Świnoujściu oraz Baltic Pipe poprzez środkową i południową Polskę z infrastrukturą w Europie Środkowo-Wschodniej. Składa się z 15 gazociągów krajowych (w tym interkonektora gazowego ze Słowacją), jednej tłoczni i jednego węzła gazowego. Głównymi źródłami zasilania Korytarza są Terminal gazowy w Świnoujściu i gazociąg Baltic Pipe. Korytarz przechodzi przez 7 województw (wielkopolskie, dolnośląskie, opolskie, śląskie, małopolskie, świętokrzyskie i podkarpackie) oraz przez 87 gmin. 23 czerwca 2022 dokonano po polskiej stronie odbioru końcowego gazociągu Polska-Słowacja. 29 lipca 2022 dokonano odbioru końcowego trzeciego odcinka gazociągu Pogórska Wola – Tworzeń, tj. gazociągu relacji Braciejówka – Tworzeń o długości 34 km wybudowanego na terenie Oddziału w Świerklanach. Tym samym zakończono budowę gazociągów w ramach Korytarza Północ – Południe. Dzięki niemu gazowy system przesyłowy w Polsce może przyjmować większe ilości surowca z kierunku północnego. Gaz dostarczany poprzez Terminal LNG w Świnoujściu oraz przez Baltic Pipe jest przesyłany i dystrybuowany w Wielkopolsce, na Dolnym i Górnym Śląsku, do aglomeracji krakowskiej oraz południowo-wschodnich regionów kraju, a także dalej, na południe Europy. Korytarz to jeden z najważniejszych programów inwestycyjnych Gaz-Systemu ostatnich dekad[18].
- Korytarz Gazowy Centrum – Wschód
  - W ramach programu Centrum – Wschód został wybudowany 343-kilometrowy polski odcinek 508-kilometrowego gazociągu Polska – Litwa i 308-kilometrowy gazociąg Gustorzyn – Wronów[19][20] oraz ma być zbudowany ok. 247-kilometrowy gazociąg Wronów – Strachocina[21]. Dzięki tym inwestycjom powstanie korytarz gazowy, który połączy środkową Polskę z północą i wschodnią częścią kraju, w szczególności umożliwi współpracę krajowego systemu przesyłowego z interkonektorami gazowymi Polska – Litwa i Polska – Słowacja a docelowo także Polska – Ukraina. Gazociąg Gustorzyn – Wronów umożliwia zasilanie w gaz Kielc, Radomia i Opoczna oraz innych miast i gmin, tym samym umożliwiając operatorom systemów dystrybucyjnych efektywniejsze gazyfikowanie gmin w tym rejonie, a połączenie gazociągu Gustorzyn – Wronów w Rawie Mazowieckiej z istniejącym systemem przesyłowym znacząco poprawia zasilanie rejonu Warszawy. Wybudowany w ramach Korytarza Centrum – Wschód interkonektor Polska – Litwa stworzył możliwości przesyłu gazu do i z krajów bałtyckich (Litwa, Łotwa, Estonia), a umożliwiając import gazu z Litwy poprawił bezpieczeństwo energetyczne Polski. Gazociąg Polska – Litwa pełni również ważną rolę regionalną, gdyż zwiększa możliwości gazyfikacji Polski północno-wschodniej[19].
- Gazociąg Polska-Słowacja
  - Gazociąg Polska – Słowacja o długości ok. 167 km (61,3 km po stronie polskiej i 106 km po stronie słowackiej) łączy gazowe systemy przesyłowe tych krajów. Operatorami gazociągu są: po stronie polskiej Gaz-System, a po stronie słowackiej Eustream a.s. Gazociąg Strachocina – Granica RP, będący polskim odcinkiem transgranicznego połączenia systemów przesyłowych Rzeczypospolitej Polskiej i Republiki Słowackiej (interkonektor PL-SK), przechodzi przez teren trzech gmin województwa podkarpackiego: Sanok, Bukowsko i Komańcza. Punktem połączenia z Krajowym Systemem Przesyłowym jest węzeł gazowy w Strachocinie, gdzie zbiegają się trzy gazociągi wchodzące w skład korytarza gazowego Północ – Południe, tj. Hermanowice – Strachocina, Strachocina – Pogórska Wola i Strachocina – Granica RP. Interkonektor umożliwia przesył paliwa gazowego z Terminal w Świnoujściu i gazociągu Baltic Pipe w kierunku południowym, do krajów Europy Środkowo-Wschodniej. Projekt budowy gazociągu został dofinansowany ze środków UE w ramach programów TEN-E (Trans-European Energy Networks) i CEF (instrument „Łącząc Europę”, Connecting Europe Facility). Komisja Europejska w październiku 2013 roku przyznała inwestycji status „Projektu wspólnego zainteresowania” (PCI – Project of Common Interest) i podtrzymała go w kolejnych listach publikowanych co dwa lata. Odbiór końcowy po polskiej stronie miał miejsce 23 czerwca 2022, a oficjalne połączenie polskiego odcinka interkonektora ze słowackim 3 sierpnia 2021[22].
- Gazociąg Polska – Litwa
  - Gazociąg Polska – Litwa to gazociąg wysokiego ciśnienia o długości ok. 508 km (343 km po stronie polskiej i 165 km po stronie litewskiej). Jest postrzegany jako infrastruktura przyczyniająca się do integrowania europejskiego systemu gazowniczego i kształtowania zliberalizowanego rynku gazu w północno-wschodniej części Europy. Łączy systemy przesyłowe gazu ziemnego Polski i Litwy, umożliwiając zróżnicowanie kierunków dostaw gazu do krajów bałtyckich. Operatorami gazociągu są Gaz-System po stronie polskiej oraz AB Amber Grid – operator litewskiego systemu przesyłowego. Budowa gazociągu po stronie polskiej została podzielona na 2 odcinki – północny i południowy. Odcinek północny Rudka-Skroda – granica PL-LT (ok. 185 km) oraz odcinek południowy Tłocznia Hołowczyce – Rudka-Skroda (ok. 158 km). Odbioru końcowego gazociągu Polska – Litwa dokonano 8 lipca 2022 (odcinek północny zadanie 2 ZZU Konopki– ZZU Kuków) i 15 lipca 2022 (odcinek południowy zadanie 2 Granica woj. podlaskiego (Gnaty-Soczewka) – ZZU Rudka-Skroda). Tym samym zakończono budowę gazociągów w ramach projektu. Gazociąg przyczyni się do eliminacji tzw. „wysp energetycznych”, czyli regionów uzależnionych od dostaw gazu wyłącznie z jednego kierunku, a także do zintegrowania krajów bałtyckich z rynkiem gazu Unii Europejskiej, zapewniając również dostęp do globalnego rynku LNG, np. poprzez Terminal w Świnoujściu.[23]

- Połączenia transgraniczne
  - Duże znaczenie dla polskiego bezpieczeństwa energetycznego mają połączenia między systemami gazowniczymi Polski i krajów ościennych. W tym zakresie Gaz-System SA w latach 2009–2015 zrealizował dwa istotne projekty: nowe połączenie międzysystemowe Polska – Czechy oraz rozbudowę gazociągów przesyłowych na Dolnym Śląsku, które umożliwiają odbiór zwiększonych ilości gazu (odpowiednio o ok. 0,5 mld m³ gazu ziemnego rocznie poprzez połączenie polsko-czeskie oraz o ok. 1,5 mld m³ gazu ziemnego rocznie przez punkt w Lasowie na granicy polsko-niemieckiej). Natomiast w roku 2022 zakończono budowę połączeń polskiego systemu przesyłowego z systemami duńskim (rurociągiem Baltic Pipe[24]), litewskim[25] i słowackim[26].

- Terminal LNG w Świnoujściu
  - Gaz-System SA odpowiadał za koordynację budowy terminalu LNG w Świnoujściu oraz przyłączenie instalacji do krajowej sieci przesyłowej, a także uczestniczył w finansowaniu tego projektu. Budowa terminalu LNG uznana została przez Radę Ministrów za inwestycję strategiczną dla całego kraju. W ramach inwestycji wybudowano dwa zbiorniki o pojemności 160 tys. m³. Po oddaniu do eksploatacji Terminal LNG w Świnoujściu pozwalał na odbiór do 5 mld m³ gazu ziemnego rocznie z możliwością zwiększenia zdolności odbiorczej do 7,5 mld m³. 11 grudnia 2015 do terminalu przypłynął pierwszy metanowiec ze skroplonym gazem ziemnym. Dostarczył surowiec niezbędny do rozruchu instalacji.
  - W czerwcu 2020 podpisano umowę z konsorcjum firm PORR SA i TGE Gas Engineering GmbH na wykonanie rozbudowy terminalu LNG w Świnoujściu. Umowy dotyczyły rozbudowy części lądowej i morskiej terminalu, prowadzonej w kooperacji z Zarządem Morskich Portów Szczecin i Świnoujście. Zakres umów objął opracowanie dokumentacji projektowej (projektów budowlanego i wykonawczego), wykonanie prac budowlano-montażowych oraz rozruch instalacji i uzyskanie wymaganych pozwoleń. Gaz-System był odpowiedzialny m.in. za wybudowanie nowego zbiornika LNG o pojemności ok. 180 tys. m³ brutto i wykonanie części technologicznej nowego stanowiska statkowego służącego do rozładunku, załadunku i bunkrowania LNG, a Zarząd Morskich Portów Szczecin i Świnoujście za wybudowanie części hydrotechnicznej stanowiska statkowego, infrastruktury hydrotechnicznej pod estakadę przesyłową oraz kompletnej infrastruktury cumowniczej. Termin zakończenia inwestycji określono na koniec 2023, a po ukończeniu prac nominalna moc regazyfikacyjna terminalu miała wzrosnąć do 7,5 mld m³ rocznie[27]. Wartość podpisanych umów łącznie wynosiła ok. 1,9 mld zł[28]. Rozbudowę ukończono w 2024 i od 1 stycznia 2025 nominalna moc regazyfikacyjna Terminala LNG w Świnoujściu wynosi 8,3 mld m³ rocznie[29].

- Terminale FSRU w rejonie Gdańska
  - Umiejscowiona w rejonie Gdańska pływająca jednostka FSRU (ang. Floating Storage Regasification Unit), zdolna do wyładunku, procesowego składowania i regazyfikacji LNG oraz do świadczenia usług dodatkowych może być przystosowana do prowadzenia regazyfikacji na poziomie odpowiadającym około 6,1 mld m³ paliwa gazowego rocznie (w marcu 2023 uczestnicy rynku brali udział w niewiążącej procedurze badania zapotrzebowania na dodatkową zdolność regazyfikacji Terminalu FSRU w stosunku do oferowanych na etapie wiążącej procedury Open Season mocy regazyfikacyjnych 6,1 mld m³ a Gaz-System zbierał też informacje nt. poziomu zainteresowania rynku eksportem zregazyfikowanego gazu istniejącymi połączeniami w kierunkach: Słowacja, Litwa, Dania i Niemcy oraz planowanymi połączeniami w kierunkach: Czechy i Ukraina[30], co stanowiło punkt wyjścia do decyzji o planowanym na drugi kwartał 2023 uruchomieniu wiążącej procedury Open Season dla zapotrzebowania na dodatkową zdolność regazyfikacji Terminalu FSRU)[31]. W styczniu 2024 Gaz-System dokonał wyboru najkorzystniejszej oferty na dostarczenie i obsługę jednostki FSRU[32], w kwietniu podpisał z firmą White Eagle Energy Ltd., spółką z grupy Mitsui O.S.K. Lines (MOL) z Japonii, umowę czarteru określającą warunki dostarczenia i obsługi jednostki FSRU w Zatoce Gdańskiej[33], a w grudniu wojewoda pomorski wydał pozwolenie na budowę morskiej części terminalu FSRU[34][35]. W ramach programu przewidziana jest też rozbudowa krajowego systemu przesyłowego, która umożliwi rozprowadzenie gazu z rejonu Gdańska do klientów. Ujęte w tym projekcie trzy gazociągi Kolnik – Gdańsk, Gardeja – Kolnik i Gustorzyn – Gardeja o łącznej długości ok. 250 km, których budowa ma rozpocząć się w 2024 (do stycznia 2023 otrzymały one komplet ostatecznych decyzji lokalizacyjnych[36], a do lipca 2023 komplet pozwoleń na budowę[37]). Oddanie całej inwestycji do użytkowania jest planowane w perspektywie 2027/2028[38] lub nawet wcześniej[39]. Latem 2025 w stoczni Hyundaia w Korei Południowej ruszyła budowa jednostki FSRU[40][41]. W sierpniu 2023 GAZ-SYSTEM i ORLEN w ramach procedury Open Season podpisały umowę regazyfikacyjną, w której spółka ORLEN złożyła zamówienie obejmujące 100% usług regazyfikacji udostępnianych przez GAZ-SYSTEM[42]. Ponieważ druga faza procedury Open Season pozwoliła na otrzymanie tej oferty, obejmującej 100% usług regazyfikacji, więc już miesiąc wcześniej Gaz-System przystąpił do formalnego uruchomienia kolejnej procedury Open Season, mającej na celu umożliwienie zwiększenia mocy regazyfikacyjnych Terminalu FSRU (projekt FSRU 2 zakłada uruchomienie w rejonie Gdańska, w sąsiedztwie Terminalu FSRU, drugiej jednostki FSRU, zdolnej do wyładunku LNG, procesowego składowania i regazyfikacji LNG na poziomie 4,5 mld m³ paliwa gazowego rocznie)[43][44][45]. W wyniku tej procedury Gaz-System nie uzyskał zamówień na poziomie, dającym podstawę do realizacji projektu FSRU 2, choć złożone deklaracje zainteresowania usługą wskazywały na możliwość kontynuowania rozmów w przyszłości. Projekt Terminalu FSRU 2 ma być przedmiotem dalszych analiz, a infrastruktura hydrotechniczna, która będzie powstawać w ramach projektu Terminalu FSRU, ma umożliwić obsłużenie także drugiej jednostki regazyfikującej, jeżeli w przyszłości potwierdzone zostanie zapotrzebowanie rynkowe na projekt FSRU 2[46].